# Vieil Yssel
Pour les articles homonymes, voir IJssel (homonymie).
Le Vieil Yssel (en allemand : Alte Issel, en bas-saxon : Olde Iessel, en néerlandais : Oude IJssel) est un affluent de l'Yssel. La source et le cours supérieur du Vieil Yssel se trouvent en Allemagne, en Rhénanie-du-Nord-Westphalie ; aux Pays-Bas, le Vieil Yssel traverse la province du Gueldre, avant de se jeter dans l'IJssel à Doesburg.

## Histoire
Autrefois, le cours du Vieil Yssel se trouvait plus vers le sud. Historiquement, le Vieil Yssel constitue le cours supérieur de l'Yssel, jusqu'à ce que l'Yssel soit relié au Rhin, peut-être à l'époque romaine.

## Cours enAllemagne
Le Vieil Yssel naît sous le nom d'Issel, à une hauteur de 57,5 m au-dessus du Normalnull, dans la commune de Raesfeld près de Borken. Ensuite, la rivière coule vers le sud-ouest, à travers le parc naturel du Hohe Mark vers Wesel, où elle dessine une courbe vers le nord-ouest. En passant par Hamminkeln, Isselburg et Anholt, elle atteint la frontière néerlandaise.
Le cours supérieur, depuis sa source jusqu'au pont Möllmannsbrücke, est appelé Westfälische Issel (Issel westphalien). De là jusqu'à Lackhausen (commune de Wesel), on l'appelle Obere Issel (Issel supérieur), puis de là jusqu'à l'embouchure de la Kleine Issel, Mittlere Issel (Issel moyen). De là à la frontière néerlandaise, la rivière est appelée Untere Issel (Issel inférieur).
La surface du bassin versant côté allemand est de 2 183 km2. La longueur de l'Issel allemand est d'environ 55 km.

## Cours auxPays-Bas
La rivière passe la frontière près de Gendringen, dans la région naturelle de l'Achterhoek. Elle traverse les communes d'Oude IJsselstreek, Doetinchem, Bronckhorst et Doesburg. À Doesburg, le Vieil Yssel se jette dans l'Yssel. De Doesburg jusqu'à Doetinchem, la rivière est accessible à la navigation fluviale.

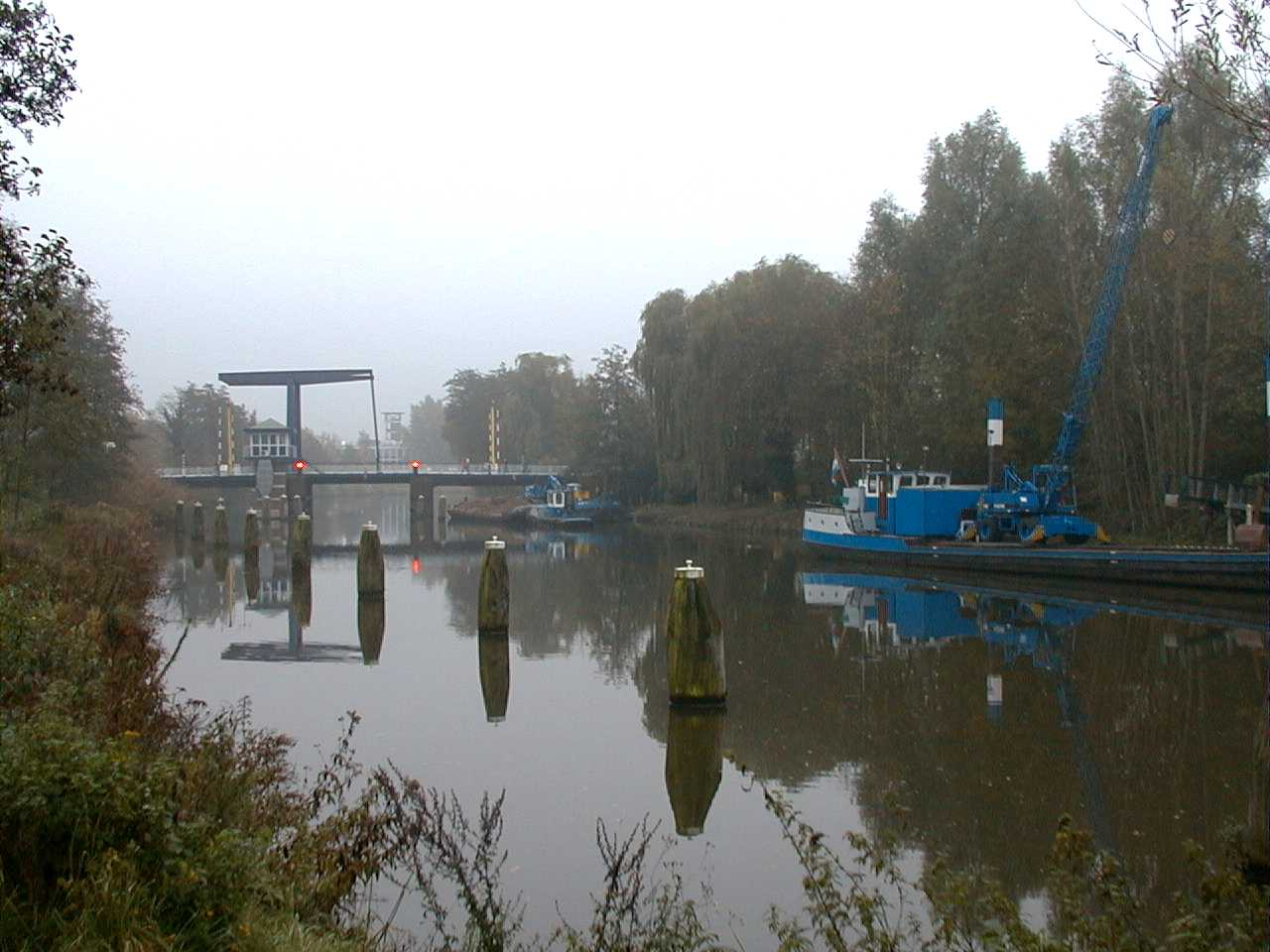
Pont sur le Vieil Yssel à Doetinchem.

## Affluents
- En Allemagne : Kleine Issel
- Aux Pays-Bas : Aa-strang ou Bocholter Aa, Sloerstrank, Akkermansbeek, Bielheimerbeek, Waalse Water et Hoge Leiding.

## Industrie
Le long du Vieil Yssel on trouve beaucoup de gisements de minerai de fer. Dès le XVIIe siècle, la région forme le berceau de l'industrie néerlandaise du traitement du fer, et il y a eu beaucoup de fonderies le long de la rivière, par exemple à Gaanderen, Terborg et Doetinchem. De nos jours, la plupart de ces fonderies ont fermé.